# 3 juillet
Pour les articles homonymes, voir Trois-Juillet.
3 juin 3 août
Chronologies thématiques
- Croisades
- Ferroviaires
- Sports
- Disney
- Anarchisme
- Catholicisme

Abréviations / Voir aussi
- (° 1852) = né en 1852
- († 1885) = mort en 1885
- a.s. = calendrier julien
- n.s. = calendrier grégorien
- Calendrier
- Calendrier perpétuel
- Liste de calendriers
- Naissances du jour

Le 3 juillet est le 184e jour, moins souvent le 185e, de l'année du calendrier grégorien ; il en reste ensuite 181.
Son équivalent était généralement le 15 messidor du calendrier républicain ou révolutionnaire français, officiellement dénommé jour du chamois.

## Événements

### IVesiècle
- 324 : l'empereur romain Constantin Ier défait Licinius lors de la bataille d'Andrinople.

### VIesiècle
- 529 : ouverture du deuxième concile d'Orange.

### Xesiècle
- 987 : Hugues Capet est sacré et couronné roi des Francs après avoir été élu par une assemblée de grands du royaume en juin jusqu'à deux jours auparavant à la suite d'une chute de cheval en mai du dernier roi carolingien dans une forêt du territoire de Capet.

### XIesiècle
- 1035 : Guillaume le Conquérant devient duc de Normandie.

### XIVesiècle
- 1315 : Louis X de France signe un édit qui abolit le servage dans le domaine royal français.

### XVesiècle
- 1428 : traité de Delft, signé entre Philippe le Bon et Jacqueline de Bavière.
- 1449 : mariage de Jacques II d'Écosse et de Marie d'Egmont.

### XVIIesiècle
- 1608 : fondation de l’Habitation de Québec, par Samuel de Champlain.

### XVIIIesiècle
- 1754 : victoire française, à la bataille de Fort Necessity, pendant la guerre de Sept Ans.
- 1760 : début de la bataille de la Ristigouche.
- 1767 :
  - l’île Pitcairn est découverte par le midshipman Robert Pitcairn, lors d’un voyage expéditionnaire commandé par Philip Carteret.
  - Fondation et première publication d'Adresseavisen, le plus vieux journal norvégien encore imprimé.
- 1778 : victoire britannique à la bataille de la Wyoming Valley, pendant la guerre d'indépendance des États-Unis.
- 1795 : bataille de Landévant et Mendon, pendant l'expédition de Quiberon, lors de la Chouannerie.

### XIXesiècle
- 1849 : la France envahit la République romaine, et restaure les États pontificaux.
- 1863 : charge de Pickett, au troisième jour de la bataille de Gettysburg.
- 1866 : bataille de Sadowa.
- 1898 : bataille de Santiago de Cuba, la plus grande bataille navale de la guerre hispano-américaine, dans l'océan Atlantique.

### XXesiècle
- 1905 : vote de la loi de séparation des Églises et de l'État, en France.
- 1914 : le projet Caillaux, d'impôt sur le revenu, est voté par la Haute Assemblée française.
- 1919 : Dissolution du Grand Quartier Général de l'Empire Allemand.
- 1940 : bataille de Mers el-Kébir.
- 1944 : Minsk est libérée du contrôle nazi par les troupes soviétiques, pendant l’opération Bagration.
- 1962 : le président de Gaulle annonce officiellement la reconnaissance par la France de l'indépendance de l'Algérie.
- 1976 : 
  - raid d'Entebbe.
  - Adolfo Suárez devient le 4e président du gouvernement espagnol.
- 1996 : réélection de Boris Eltsine à la tête de la fédération de Russie.

### XXIesiècle
- 2013 :
  - le roi Albert II des Belges annonce lors d'une allocution télévisée son abdication en faveur de son fils le prince Philippe qui va entrer en fonction le 21 juillet suivant jour de la fête nationale.
  - Le président égyptien Mohamed Morsi est renversé par l’armée après quatre jours de protestations dans tout le pays appelant à sa démission et auxquelles il n’a pas répondu favorablement. Le président de la Cour constitutionnelle suprême Adli Mansour est déclaré président par intérim.
- 2020 : Jean Castex succède à Édouard Philippe comme Premier ministre français[1].

## Arts, culture et religion
- 529 : ouverture d'un nouveau concile catholique à Orange.
- 1907 : la constitution apostolique Lamentabili Sane Exitu est donnée par le pape catholique Pie X.

## Sciences et techniques
- 1880 : sortie du premier numéro de la revue Science créée par Thomas Edison.
- 1886 : test public de la Benz Patent Motorwagen, première automobile de l'histoire, fabriquée par Carl Benz.
- 1988 : ouverture du pont Fatih Sultan Mehmet, second pont franchissant le Bosphore.
- 2004 : mise en service du métro de Bangkok.
- 2016 : fin de la construction du Télescope sphérique de cinq cents mètres d'ouverture.
- 2019 : Thomas Ebbesen reçoit la médaille d’or du CNRS pour ses travaux dans le domaine des nanosciences.

## Économie et société
- 1767 : publication du premier quotidien norvégien Adresseavisen.
- 1848 : première édition du quotidien autrichien Die Presse.
- 1874 : ouverture du zoo de Bâle.
- 1988 : un avion iranien est abattu par un tir de missiles provenant du croiseur américain USS Vincennes.
- 2005 : le mariage homosexuel est officiellement légalisé en Espagne.
- 2016 : attentats-suicides meurtriers de l'organisation État islamique à Bagdad en Irak.

## Naissances

### XVesiècle
- 1423 : Louis XI dit « Le Prudent », roi de France de 1461 à sa mort († 30 août 1483).

### XVIesiècle
- 1530 : Claude Fauchet, magistrat, humaniste et historien français († janvier 1602).

### XVIIIesiècle
- 1782 : Pierre Berthier, minéralogiste et géologue français († 24 août 1861).
- 1789 : Johann Friedrich Overbeck, peintre allemand († 12 novembre 1869).

### XIXesiècle
- 1805 : Auguste Mayer, peintre français († 22 septembre 1890)
- 1854 : Leoš Janáček, compositeur tchèque († 12 août 1928).
- 1860 : Henri Varenne, sculpteur français († 1933).
- 1866 : 
  - Albert Gottschalk, peintre danois († 13 février 1906).
  - Georgie Raoul-Duval, écrivaine française d'origine américaine († 3 novembre 1913).
- 1870 : Richard Bedford Bennett, 11e Premier ministre du Canada, ayant exercé de 1930 à 1935 († 26 juin 1947).
- 1878 : George M. Cohan, scénariste et compositeur américain († 5 novembre 1942).
- 1879 : Alfred Korzybski, ingénieur chimiste américain († 1er mars 1950).
- 1883 : Franz Kafka, écrivain tchèque († 3 juin 1924).
- 1886 : Raymond Spruance, amiral américain au cours de la Seconde Guerre mondiale († 13 décembre 1969).
- 1894 : 
  - Jaime de Barros Câmara, prélat brésilien († 18 février 1971).
  - Zinaïda Reich, actrice de théâtre soviétique († 15 juillet 1939).
- 1899 : Peter Thomas McKeefry, prélat néo-zélandais († 18 novembre 1973).
- 1900 : Alessandro Blasetti, réalisateur italien († 1er février 1987).

### XXesiècle
- 1903 : Ace Bailey, joueur de hockey sur glace canadien († 7 avril 1992).
- 1906 : George Sanders, acteur britannique († 25 avril 1972).
- 1908 : Pierre Ayraud dit "Thomas Narcejac", auteur de polars français († 7 juin 1998).
- 1910 : Gustav Schäfer, rameur allemand, champion olympique († 12 décembre 1991).
- 1912 : Folco Lulli, acteur italien († 23 mai 1970).
- 1918 : Pierre Daboval, peintre et dessinateur français († 11 mai 2015).
- 1921 : François Reichenbach, cinéaste français († 2 février 1993).
- 1923 : Charles Hernu, homme politique français († 17 janvier 1990).
- 1926 : Pierre Drai, magistrat français († 18 avril 2013).
- 1927 :
  - Roger Crouzet, comédien français († 13 novembre 2000).
  - Jean Prodromidès, compositeur de musique français de musiques de films, symphonique et d'opéra académicien ès beaux-arts († 17 mars 2016).
  - Thérèse Renaud, romancière et poète québécoise († 12 décembre 2005).
  - Ken Russell, cinéaste et acteur britannique († 27 novembre 2011).
- 1928 : 
  - Maurice Fréchard, prélat catholique français († 27 août 2023).
  - Raymond Setlakwe, avocat, entrepreneur et homme politique canadien voire québécois († 14 octobre 2021).
  - Georges-Jean Arnaud, écrivain français († 26 avril 2020).
- 1929 :
  - Clément Perron, scénariste, réalisateur et producteur québécois († 12 octobre 1999).
  - Béatrice Picard, actrice québécoise.
- 1930 :
  - Pete Fountain, clarinettiste de jazz américain († 6 août 2016).
  - Kinji Fukasaku, acteur et cinéaste japonais († 12 janvier 2003).
  - Carlos Kleiber, chef d’orchestre autrichien († 13 juillet 2004).
- 1935 : Harrison Schmitt, géologue, astronaute de la mission Apollo 17 et homme politique américain.
- 1939 :
  - René Chateau, producteur sarthois de cinéma et de vidéos de sauvegarde du patrimoine cinématographique français.
  - Renée Claude, chanteuse et actrice québécoise († 12 mai 2020).
  - Coco Laboy, joueur de baseball portoricain.
  - François Terrasson, enseignant, écrivain et naturaliste français († 2 janvier 2006).
- 1940 :
  - Fontella Bass, chanteuse et musicienne américaine († 26 décembre 2012).
  - Nayla Moawad (نايلة معوض), femme politique libanaise, veuve de René Moawad.
  - Peer Raben, compositeur, acteur, réalisateur et producteur allemand († 21 janvier 2007).
  - Mario Zanin, coureur cycliste sur route italien, champion olympique.
- 1941 : Liamine Zéroual (اليامين زروال), homme d'État algérien, président de 1994 à 1999.
- 1942 : 
  - Hans-Georg Dorendorf, homme politique allemand († 23 novembre 1998).
  - Eddy Mitchell voire Monsieur Eddy (Claude Moine dit parfois Schmoll et dit surtout), chanteur, parolier, acteur et ancien animateur français de télévision cinéphile.
- 1943 :
  - Judith Durham, chanteuse australienne du groupe The Seekers.
  - Norman E. Thagard, astronaute américain.
  - Kurtwood Smith, acteur américain.
- 1944 : Michel Polnareff, chanteur et pianiste français.
- 1947 :
  - Mike Burton, nageur américain triple champion olympique.
  - Pierre Martinet, industriel, homme d'affaires et traiteur intraitable français et iseran.
- 1949 :
  - Roland Magdane (Roland Magdanski dit), humoriste français.
  - Johnnie Wilder, Jr. (en), chanteur américain du groupe Heatwave († 13 mai 2006).
- 1950 : Élie Chouraqui, réalisateur français de cinéma et ancien basketteur ou volleyeur.
- 1951 : Jean-Claude Duvalier (dit Baby Doc), homme politique haïtien, président de 1971 à 1986 († 4 octobre 2014).
- 1952 : 
  - Laura Branigan, chanteuse américaine († 26 août 2004).
  - Andy Fraser, musicien britannique († 16 mars 2015).
- 1954 : Jean-Pierre Batut, prélat français.
- 1955 :
  - Claude Rajotte, animateur de radio et de télévision québécois.
  - Dominique You, prélat français.
- 1957 : Jacno (Denis Quilliard dit), musicien français du groupe Stinky Toys († 6 novembre 2009).
- 1958 : Didier Mouron, artiste canadien.
- 1959 : Stoyan Deltchev, gymnaste bulgare, champion olympique.
- 1960 :
  - Vince Clarke, musicien et compositeur britannique du groupe Erasure et fondateur de Depeche Mode.
  - Perrine Pelen, skieuse française.
- 1961 : Pedro Romeiras, danseur portugais.
- 1962 :
  - Tom Cruise, acteur américain
  - Thomas Gibson, acteur américain.
- 1964 : Matthew Ryan, cavalier australien, triple champion olympique.
- 1966 : 
  - Moisés Alou, joueur de baseball professionnel américain.
  - Daniel Plaza, athlète espagnol spécialiste de la marche sportive, champion olympique.
- 1967 : Serge Simon, joueur de rugby français.
- 1968 : Jean-Christophe Rolland, rameur d'aviron français, champion olympique.
- 1969 : Gedeon Burkhard, acteur allemand.
- 1970 : Teemu Selänne, joueur de hockey sur glace finlandais.
- 1973 :
  - Jorge Andrés Boero, pilote de moto argentin († 1er janvier 2012).
  - Patrick Wilson, acteur américain.
- 1975 : 
  - Ryan McPartlin, acteur américain.
  - Matt Haig, écrivain britannique.
- 1977 : Cătălin Burlacu, joueur de basket-ball roumain.
- 1978 : Mizuki Noguchi, athlète japonaise, championne olympique du marathon.
- 1979 : Ludivine Sagnier, actrice française.
- 1980 : Tatiana Logunova, épéiste russe, double championne olympique.
- 1983 : Dorota Masłowska, femme de lettres polonaise.
- 1986 :
  - Thomas Bouhail, gymnaste français.
  - Romain Danzé, footballeur français.
  - Sabrina Houssami, actrice et modèle australienne.
  - Felixia Yeap, mannequin malaisienne.
- 1987 :
  - Benoît Costil, footballeur français.
  - Sebastian Vettel, pilote de Formule 1 allemand.
- 1988 : Maximilian Schlichter, musicien allemand.
- 1989 : Jean-Armel Kana-Biyik, footballeur camerounais.
- 1990 : Aïda Ali Ouala, judokate marocaine.
- 1991 : Tomomi Itano (板野友美), chanteuse japonaise.
- 1993 : Vincent Lacoste, acteur français.
- 1995 : Mike Maignan, footballeur français.
- 1996 : Kendji Girac (Kendji Maillé dit), chanteur français.
- 1997 : Gaëlle Godard, femme jockey française.
- 1999 : Bruna Vuletić, taekwondoïste croate.

### XXIesiècle
2001 : Hakim Chabi, footballeur français.[réf. nécessaire]

## Décès

### IIesiècleav. J.-C.
- -187 (date du 3 juillet éventuelle) : Antiochos III (dit Antiochos le Grand, Ἀντίoχoς ὁ Μέγας / Antíochos ho Mégas en grec ancien), 6e souverain grec hellénistique de la dynastie des Séleucides considéré comme le plus important voire le plus prestigieux ou le plus documenté par des sources littéraires et épigraphiques, le plus conquérant des rois hellénistiques depuis Alexandre le Grand (°C. -242 / -241).

### Vesiècle
- 458 : Anatole de Constantinople, 1er patriarche de Constantinople ayant exercé de 451 à sa mort (° inconnue).

### VIIIesiècle
- 710 : Tang Zhongzong, 4e empereur de la dynastie Tang (° 26 novembre 656).

### XIesiècle
- 1090 : Egbert II de Misnie, comte de Brunswick et Margrave de Misnie (°C. 1060).

### XVIesiècle
- 1503 : Pierre d'Aubusson, prélat français (° 1423).

### XVIIesiècle
- 1640 : le Cavalier d'Arpin (Giuseppe Cesari dit), peintre italien (° 1568).
- 1642 : Marie de Médicis, reine de France, veuve d'Henri IV et mère de Louis XIII (° 26 avril 1575).
- 1672 : Francis Willughby, ornithologue et ichthyologiste anglais (° 22 novembre 1635).

### XIXesiècle
- 1809 : Joseph Quesnel, poète, dramaturge, musicien et compositeur québécois d’origine française (° 15 novembre 1746).
- 1863 : Little Crow, chef sioux dakota (°C. 1810).
- 1881 : Hasan Tahsini (en), astronome, mathématicien et philosophe albanais, premier recteur de l'université d'Istanbul (° 7 avril 1811).
- 1886 :
  - Kenneth R. H. Mackenzie, linguiste et écrivain britannique (° 31 octobre 1833).
  - Marie Anne Mogas Fontcuberta, religieuse espagnole (° 13 janvier 1827).
  - Hermann von Redern, militaire allemand (° 5 octobre 1819).

### XXesiècle
- 1904 : 
  - Édouard Beaupré, géant canadien, mesurant 2,50 m (° 9 janvier 1881).
  - Theodor Herzl, journaliste et dramaturge autrichien, fondateur du mouvement sioniste (° 2 mai 1860).
- 1918 : Mehmed V, avant-dernier sultan ottoman (° 2 novembre 1844).
- 1926 : James Francis Abbott, zoologiste américain (° 27 septembre 1876).
- 1927 : Gavira (Enrique Cano Iribarne dit), matador espagnol (° 9 janvier 1893).
- 1935 : André Citroën, industriel français (° 5 février 1878).
- 1953 : Gordon Campbell, vice-amiral et homme politique britannique (° 6 janvier 1886).
- 1959 : Robert Kemp, écrivain et académicien français (° 8 octobre 1879).
- 1969 : Brian Jones, musicien britannique, guitariste du groupe The Rolling Stones (° 28 février 1942).
- 1971 : Jim Morrison, musicien américain, chanteur du groupe The Doors (° 8 décembre 1943).
- 1973 : Wally Westmore, maquilleur américain (° 13 février 1906).
- 1975 : François Renaud,  magistrat français, juge d'instruction (° 5 mars 1923).
- 1981 : Ross Martin, acteur américain (° 22 mars 1920).
- 1985 : Frank Selke, dirigeant canadien de la Ligue nationale de hockey (° 7 mai 1893).
- 1986 : Rudy Vallée, chanteur, acteur et producteur américain (° 28 juillet 1901).
- 1989 : Jim Backus, acteur et scénariste américain (° 25 février 1913).
- 1993 : Don Drysdale, lanceur de baseball américain (° 23 juillet 1936).
- 1994 : Lew Hoad, joueur de tennis australien (° 23 novembre 1934).
- 1995 :
  - Pancho Gonzales, joueur de tennis américain (° 9 mai 1928).
  - Eddie Mazur (en), joueur de hockey sur glace professionnel canadien (° 25 juillet 1929).
- 1996 : 
  - Herbert Baumeister, tueur en série américain (° 7 avril 1947).
  - Bernard Zehrfuss, architecte français (° 20 octobre 1911).
- 1997 :
  - André Bouler, peintre français (° 17 juin 1924).
  - Johnny Copeland, chanteur et guitariste américain (° 27 mars 1937).Vivian Bullwinkel

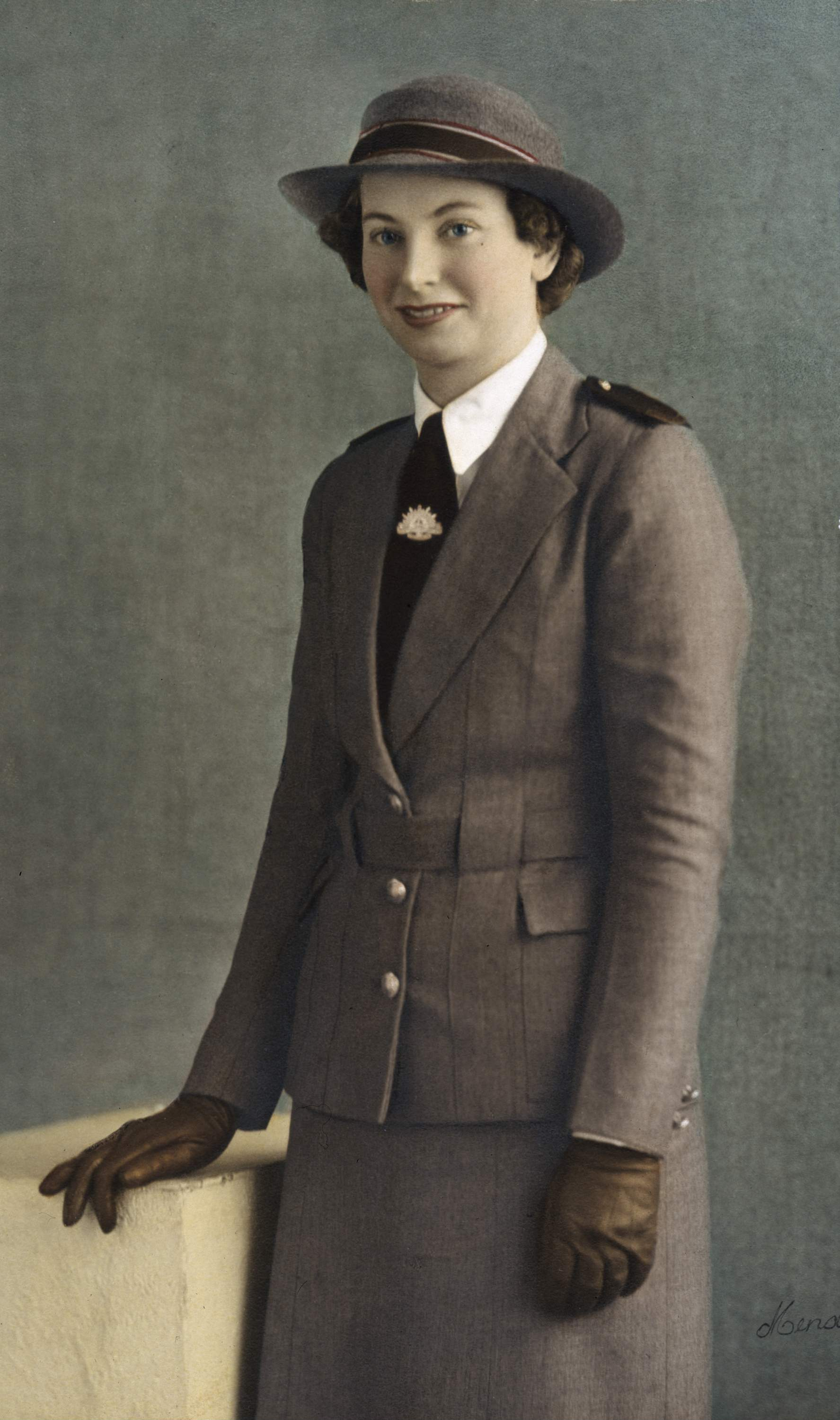
Vivian Bullwinkel

  - Natalia Dumitresco, peintre figuratif roumaine puis française (° 20 décembre 1915).
- 1998 :
  - Danielle Bunten Berry, concepteur et programmatrice de jeux américaine (° 19 février 1949).
  - Billie Hughes, auteur-compositeur, musicien et producteur américain (° 4 avril 1948).
  - George Lloyd, compositeur britannique (° 28 juin 1913).
  - Loro (Jean-Marc Laureau dit), auteur de bandes dessinées et scénariste français (° 6 janvier 1943).
  - Marcel Pollaud-Dulian, administrateur de revue et co-auteur français du duo Jacques Bastogne (° 25 mai 1927).
  - Sadegh Tchoubak, écrivain iranien (° 5 août 1916).
  - Duncan White, athlète de haies cinghalais (° 1er mars 1918).
- 1999 : 
  - Francesc Bussot, footballeur espagnol (° 1909).
  - Yueh Feng, réalisateur et scénariste hongkongais (° 1909).
  - Mark Sandman, musicien américain, chanteur et bassiste du groupe Morphine (° 24 septembre 1952).
- 2000 : 
  - Vivian Bullwinkel, infirmière de l'armée australienne (° 18 décembre 1915).
  - Luc Durand, comédien et metteur en scène canadien (° 14 septembre 1935).
  - Kemal Sunal, acteur turc (° 11 novembre 1944).

### XXIesiècle
- 2001 : 
  - Mordecai Richler, écrivain canadien (° 27 janvier 1931).
  - Johnny Russell, chanteur et compositeur américain de musique country (° 23 janvier 1940).
- 2002 : Michel Henry, philosophe et romancier français (° 10 janvier 1922).
- 2005 : 
  - Alberto Lattuada, cinéaste italien (° 13 novembre 1914).
  - Pierre Michelot, contrebassiste et compositeur français (° 3 mars 1928).
- 2007 : 
  - Claude Pompidou (Claude Cahour, épouse), veuve mayennaise du président auvergnat de la République française Georges Pompidou (° 13 novembre 1912).
  - Boots Randolph, saxophoniste américain (° 3 juin 1927).
- 2008 : 
  - Georges Folgoas, homme français de télévision (° 27 juillet 1927).
  - Larry Harmon, acteur (l'un des interprètes de Bozo le clown), producteur, scénariste et réalisateur américain (° 2 janvier 1925).
- 2012 : Andy Griffith, acteur, scénariste et producteur américain (° 1er juin 1926).
- 2016 :
  - Michael Beaumont, Seigneur de Sercq (° 20 décembre 1927).
  - Lou Fontinato, hockeyeur sur glace canadien (° 20 janvier 1932).
  - Tomohiko Kira, auteur-compositeur-interprète japonais (° 6 décembre 1959).
  - Noel Neill, actrice américaine (° 25 novembre 1920).
  - Christian Petr, écrivain français (° 8 février 1951).
  - Louise Rémy, comédienne canadienne (° 16 octobre 1938).
  - Mauricio Walerstein, réalisateur, scénariste, producteur et acteur mexicain (° 29 mars 1945).
- 2017 :
  - José Luis Cuevas, peintre, muraliste, graveur, sculpteur et illustrateur mexicain (° 26 février 1934).
  - Joe Robinson, acteur et cascadeur britannique (° 31 mai 1927).
  - Solvi Stübing, actrice allemande (° 19 janvier 1941).
  - Jean-Jacques Susini, homme politique français (° 30 juillet 1933).
  - Paolo Villaggio, acteur italien (° 31 décembre 1932).
- 2019 : June Bacon-Bercey, météorologue américaine (° 23 octobre 1932).
- 2020 : 

  - Hermine de Clermont-Tonnerre, personnalité mondaine française (° 3 février 1966).
  - Saroj Khan (सरोज ख़ाँ en hindi, Nirmala Sadhu Khan dite), une des chorégraphes indiennes les plus éminentes du cinéma indien de Bollywood (° 22 novembre 1948).
- 2023
  - Léon Gautier, résistant français et dernier survivant français du Débarquement de Normandie (1944) et du Commando Kieffer (° 27 octobre 1922).

## Célébrations

### Nationales
- Argentine :
  - día del bioingeniero / journée des bio-ingénieurs[2].
  - Día Nacional del Locutor (es) / journée nationale des présentateurs.
- Biélorussie (Europe) : fête de l'indépendance vis-à-vis de l'ex-URSS voire de la Russie voisine.
- Îles Vierges des États-Unis : Emancipation Day (en) / fête de l'Émancipation.

### Religieuses
Christianisme :
- station à Saint Théodore, fondation de Jean, avec lectures de : II Cor. (4, 7-15), de Lc 16, 1-16 (épître choisie pour le mot vases ; évangile pour le thème de l’intendant), dans le lectionnaire de Jérusalem.
- Fête locale[Où ?] des Rois Mages (fêtés principalement vers les 6 janvier pour l'Épiphanie).[réf. nécessaire]

### Saints des Églises chrétiennes

#### Saints des Églises catholiques et orthodoxes
Référencés ci-après in fine, :
- Anatole (IIIe siècle), originaire d'Alexandrie en Égypte, sacré évêque par Théoctecne de Césarée de Palestine, retenu à Laodicée sur le chemin du concile d'Antioche.
- Anatole de Constantinople († 458), patriarche de Constantinople de 451 à 458, qui participa au concile de Chalcédoine.
- Dathe († 190) -ou « Datus » ou « Dathius »-, évêque de Ravenne en Émilie-Romagne durant le répit des persécutions sous l'empereur Commode, confesseur.
- Gunthiern († vers 500) -ou « Gunthiern de Kervignac », « Gouzhiern » ou « Gurthiern »-, noble gallois, moine de Landévennec, ermite à Groix, apôtre de Quimperlé et ermite à Kervignac, en Bretagne.
- Héliodore d'Altino († vers 410), originaire de Dalmatie, évêque d'Altino près d'Aquilée en Vénétie, ami et correspondant de saint Jérôme de Stridon.
- Hyacinthe le Cubiculaire († entre 98 et 116), chamberlain (cubiculaire) de l'empereur romain conquérant Trajan, martyr à Césarée de Cappadoce.
- Irénée de Chiusi († 273 ou 275), diacre, avec Mustiole, vierge, tous deux martyrs à Chiusi en Toscane sous l'empereur romain Aurélien.
- Léon II  († 683), 80e pape de 681 à 683, patriarche de Rome ; date occidentale, fêté le 28 juin en Orient[5].
- Marc (IVe siècle), avec Mucien (ou « Mocios »), Paul et un enfant, martyrs en Mésie.
- Memnon († entre 303 et 305), le centurion, disciple de saint Sévère, avec ses trente-huit compagnons[6], tous martyrs en Thrace sous l'empereur Dioclétien ; date occidentale, fêtés le 23 août en Orient[7].
- Thomas (Ier siècle), apôtre appelé Didyme (« le jumeau ») voire l'incrédule.

#### Saints et bienheureux des Églises catholiques
référencés ci-après :
- Marie Anne Mogas Fontcuberta († 1886), religieuse bienheureuse espagnole fondatrice des franciscaines missionnaires de la Mère du Divin Pasteur.
- Gelduin († 1123), abbé d'un monastère près de Douai.
- Joseph Nguyen Ðình Uyen († 1838), catéchiste et martyr au Tonkin (nord de l'actuel Vietnam).
- Marie-Anne Mogas Fontcuberta († 1886), bienheureuse, fondatrice des Sœurs franciscaines missionnaires de la Mère du divin Pasteur.
- Philippe Phan Van Minh  († 1853), prêtre et martyr vietnamien décapité dans la ville de Vĩnh Long en Cochinchine (sud de l'actuel Vietnam) sous l’empereur Tự Đức.
- Raymond Gayrard († 1118), chanoine de la basilique Saint-Sernin à Toulouse.

#### Saints orthodoxes
aux dates parfois "juliennes" / orientales :
- Anatole (XIIe siècle), moine de la Laure des Grottes de Kiev.
- Anatole (XIIIe siècle), moine de la Laure des Grottes de Kiev différent du précédent.
- Jean de Moscou († 1589), fol-en-Christ et prophète.

### Prénoms du jour
Bonne fête aux Thomas et ses variantes : Tomas, Tomaso, Tomasz, Tomaz, Tom, Tommy, Tom-Tom, Toto (plutôt pour les Salvatore / Sauveur en italien ; cf. plutôt Victor pour les Totor), Didyme ; et féminins : Thomase, Thomasine et Thomassine (et voir 28 janvier de st Thomas d'Aquin).
Et aussi aux Anatole et Héliodore.

## Traditions et superstitions

### Dictons
- « À la saint-Thomas, les jours sont au plus bas. » (saint-Thomas d'hiver, d'Aquin ci-avant ?)
- « À saint-Anatole, confitures dans la casserole ! »[8].
- « Soleil du jour saint-Anatole, pour la moisson joue un grand rôle. »[9]

### Astrologie
Signe du zodiaque : 12e jour du signe astrologique du cancer.

### Toponymie
Les noms de plusieurs places, voies, sites ou édifices de pays ou régions francophones contiennent cette date sous diverses graphies : voir Trois-Juillet .